# Arthur Grimsdell
Arthur Grimsdell (Watford, 23 marzo 1894 – 12 marzo 1963) è stato un calciatore inglese, di ruolo centrocampista.

## Carriera

### Club
Ha giocato nella prima divisione inglese.

### Nazionale
Ha collezionato 6 presenze con la maglia della propria nazionale.

## Palmarès

### Club

#### Competizioni nazionali
- Second Division: 1

Tottenham: 1919-1920
- Coppa d'Inghilterra: 1

Tottenham: 1920-1921
- Community Shield: 1

Tottenham: 1921